# Championnat du Gabon de football 2018-2019
Navigation
National Foot 1 2017-2018 National Foot 1 2019-2020
Le championnat du Gabon de football 2019 est la quarante-troisième édition du championnat du Gabon. 
Après les problèmes survenus lors de la saison 2017-2018 le championnat reprend sous l'égide de la Gabon Oil Compagny avec une nouvelle formule. Les participants sont répartis dans quatre groupes, deux groupes de quatre et deux groupes de trois. Les équipes se rencontrent quatre fois, deux fois en match aller et deux fois en match retour. Après cette première phase, les deux premiers des groupes de quatre et les vainqueurs des groupes de trois se retrouvent dans un play-off où chaque équipe rencontre une fois ses adversaires (soit cinq matchs). Le vainqueur de ce mini tournoi est le champion du Gabon.
L' AO Cercle Mbéri Sportif remporte le championnat et son premier titre de Champion du Gabon.

## Participants
Groupe A :
- CF Mounana
- Akanda FC
- Missile FC
- AO Cercle Mbéri Sportif

Groupe B :
- AS Pélican
- AS Stade Mandji
- Stade migovéen
- Olympique Mandji

Groupe C :
- US Bitam
- Oyem AC
- US Oyem  - promu de D2

Groupe D :
- AS Mangasport
- Lozo Sport
- AS Dikaki - promu de D2

## Compétition

### Classement

#### Première Phase
mise à jour : 27 avril 2019
| Rang | Équipe                  | Pts | J  | G | N | P | Bp | Bc | Diff |
| ---- | ----------------------- | --- | -- | - | - | - | -- | -- | ---- |
| 1    | AO Cercle Mbéri Sportif | 20  | 12 | 5 | 5 | 2 | 20 | 14 | +6   |
| 2    | Akanda FC               | 17  | 12 | 4 | 5 | 3 | 12 | 15 | -3   |
| 3    | CF Mounana              | 16  | 12 | 3 | 7 | 2 | 15 | 11 | +4   |
| 4    | Missile FC              | 10  | 12 | 3 | 1 | 8 | 6  | 13 | -7   |

| Rang | Équipe              | Pts | J  | G | N | P | Bp | Bc | Diff |
| ---- | ------------------- | --- | -- | - | - | - | -- | -- | ---- |
| 1    | AS Pélican          | 27  | 12 | 8 | 3 | 1 | 18 | 3  | +15  |
| 2    | AS Stade Mandji     | 17  | 12 | 4 | 5 | 3 | 11 | 10 | +1   |
| 3    | Stade Migovéen      | 14  | 12 | 4 | 2 | 6 | 12 | 12 | 0    |
| 4    | Olympique de Mandji | 7   | 12 | 1 | 4 | 7 | 5  | 21 | -16  |

| Rang | Équipe    | Pts | J | G | N | P | Bp | Bc | Diff |
| ---- | --------- | --- | - | - | - | - | -- | -- | ---- |
| 1    | US Bitam  | 13  | 8 | 3 | 4 | 1 | 12 | 6  | +6   |
| 2    | US Oyem P | 12  | 8 | 3 | 3 | 2 | 5  | 7  | -2   |
| 3    | Oyem AC   | 6   | 8 | 1 | 3 | 4 | 4  | 8  | -4   |

| Rang | Équipe        | Pts | J | G | N | P | Bp | Bc | Diff |
| ---- | ------------- | --- | - | - | - | - | -- | -- | ---- |
| 1    | AS Mangasport | 14  | 8 | 4 | 2 | 2 | 5  | 4  | +1   |
| 2    | AS Dikaki P   | 10  | 8 | 3 | 1 | 4 | 5  | 8  | -3   |
| 3    | Lozo Sport    | 10  | 8 | 3 | 1 | 4 | 5  | 8  | -3   |

#### Play off championnat
Les équipes se rencontrent une seule fois, le vainqueur est sacré champion du Gabon.
| Rang | Équipe                  | Pts | J | G | N | P | Bp | Bc | Diff |
| ---- | ----------------------- | --- | - | - | - | - | -- | -- | ---- |
| 1    | AO Cercle Mbéri Sportif | 13  | 5 | 4 | 1 | 0 | 4  | 0  | +4   |
| 2    | AS Pélican              | 8   | 5 | 2 | 2 | 1 | 6  | 4  | +2   |
| 3    | AS Stade Mandji         | 7   | 5 | 2 | 1 | 2 | 3  | 3  | 0    |
| 4    | Akanda FC               | 6   | 5 | 1 | 3 | 1 | 5  | 5  | 0    |
| 5    | AS Mangasport           | 4   | 5 | 0 | 4 | 1 | 3  | 4  | -1   |
| 6    | US Bitam                | 1   | 5 | 0 | 1 | 4 | 3  | 4  | -1   |

#### Play off relégation
Missile FC - Olympique de Mandji

Oyem AC - Lozo Sport

## Bilan de la saison
| Championnat du Gabon de football 2018-2019                        |                                     |
| Champion                                                          | AO Cercle Mbéri Sportif (1er titre) |
| Qualifications continentales                                      |                                     |
| Ligue des champions de la CAF 2019-2020                           | AO Cercle Mbéri Sportif             |
| Coupe de la confédération 2019-2020                               | AS Pélican                          |
| Promotions et relégations                                         |                                     |
| Promus en Championnat du Gabon de football                        | Bouenguidi FC                       |
| Promus en Championnat du Gabon de football                        | Canon FC 105                        |
| Relégués en Championnat du Gabon de football de deuxième division | Olympique de Mandji                 |
| Relégués en Championnat du Gabon de football de deuxième division | Oyem AC                             |